# Ruislip Manor (metrostation)
Ruislip Manor is een station van de metro van Londen aan de Piccadilly Line en de Metropolitan line.

## Geschiedenis

### Harrow & Uxbridge
In 1897 werd de Harrow & Uxbridge Railway opgericht om Uxbridge per spoor te verbinden met de Metropolitan Railway (MR), de latere Metropolitan Line, en daarmee met de binnenstad. Begin 20e eeuw waren de woonwijken langs de lijn er nog niet zodat alleen bij het dorp Ruislip een tussenstation kwam. Op 4 juli 1904 werden de lijn tussen Roxborough Road aansluiting en Uxbridge, en de twee stations geopend met stoomdiensten. In 1905 werd de spoorlijn geëlektrificeerd en kwamen er elektrische metrostellen. In 1906 werd de lijn overgenomen door de MR die toch al de elektrische diensten verzorgde, waarmee het de Uxbridgetak van de MR werd. Op 1 maart 1910 werd de District Railway (DR), de latere District Line, vanuit South Harrow doorgetrokken naar Rayners Lane waarna zowel de MR als de DR naar Uxbridge reden. MR nam aan dat de bouw van een station de woningbouw eromheen zou aanjagen en daardoor nieuwe klanten zou genereren. Zo kwam op 5 augustus 1912 een station vlak ten oosten van Ruislip. Dit station, Ruislip Manor, werd in verband met bezuinigingen tijdens de Eerste Wereldoorlog op 11 februari 1917 gesloten.

### Metroland
Voor het gebied ten noordwesten van Londen had de reclame-afdeling van MR in 1915 de naam Metroland bedacht voor potentiële woonwijken rond haar lijnen om bewoners van de binnenstad te verleiden tot een verhuizing naar de gebieden ten noordwesten van de stad. Op 1 april 1919 werd Ruislip Manor heropend terwijl ook de woningbouwprojecten ter plaatse opgang kwamen. In 1929 begon de verlenging van de Piccadilly Line aan de oostkant van de stad en aan de westkant werd de District tak naar Uxbridge vernieuwd omdat deze als westelijke deel van de Piccadilly Line zou gaan fungeren.
In juli 1933 werd het openbaar vervoer in Londen genationaliseerd in de London Passengers Transport Board (LPTB), zodat alle metrobedrijven in één hand kwamen. Op 23 oktober 1933 werd de dienstregeling van de District Line overgenomen door de Piccadilly Line. LPTB ontvouwde het New Works Programme 1935-1940, met als doel knelpunten in het metronet aan te pakken en nieuwe woonwijken een aansluiting op de metro te geven. Het aantal reizigers nam toe van 17.000 in 1931 naar 1,25 miljoen in 1937. Om de groeiende reizigersstroom te verwerken, werd het station omgebouwd en het nieuwe station werd op 26 juni 1938 geopend.

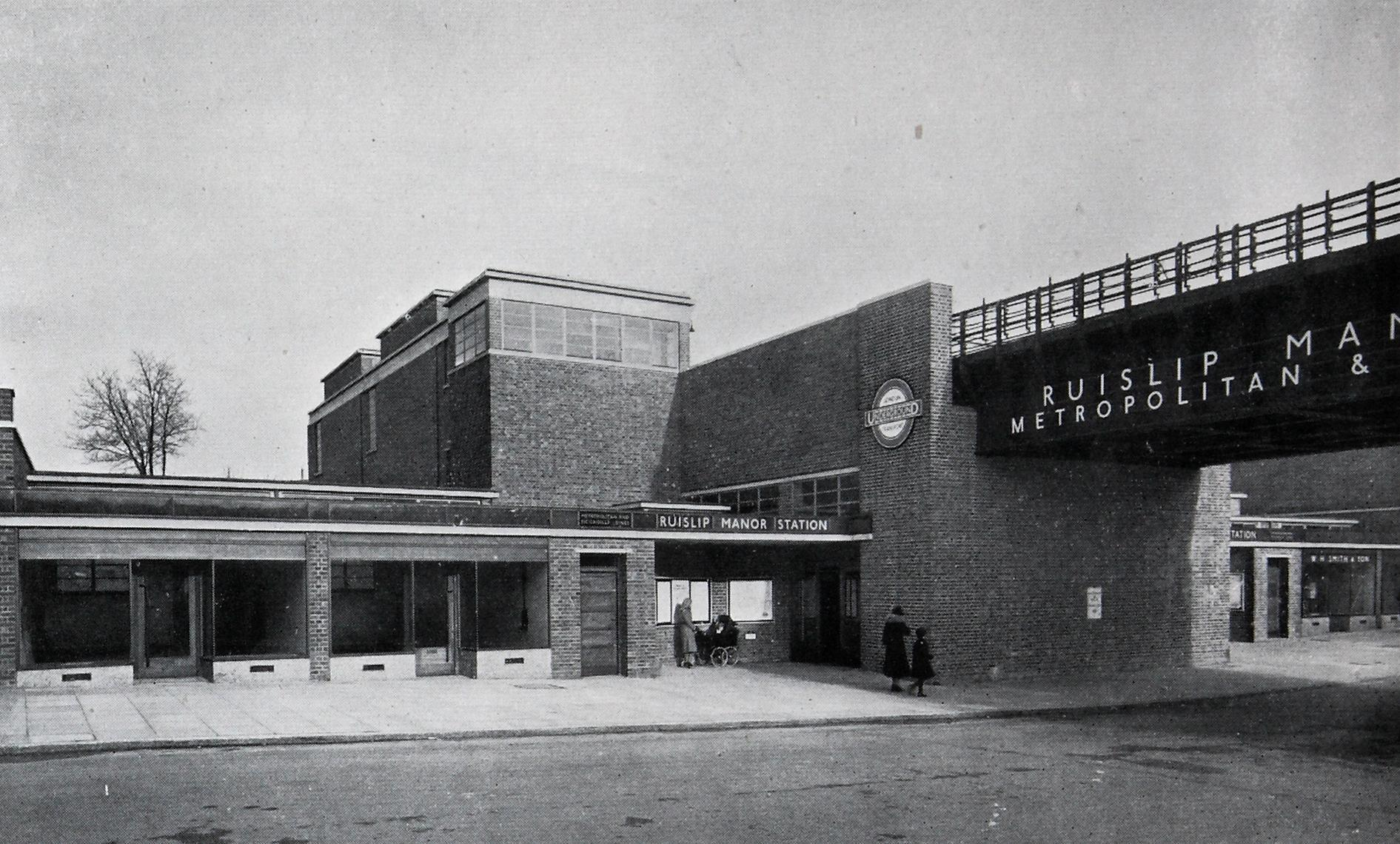
Ruislip Manor in 1946
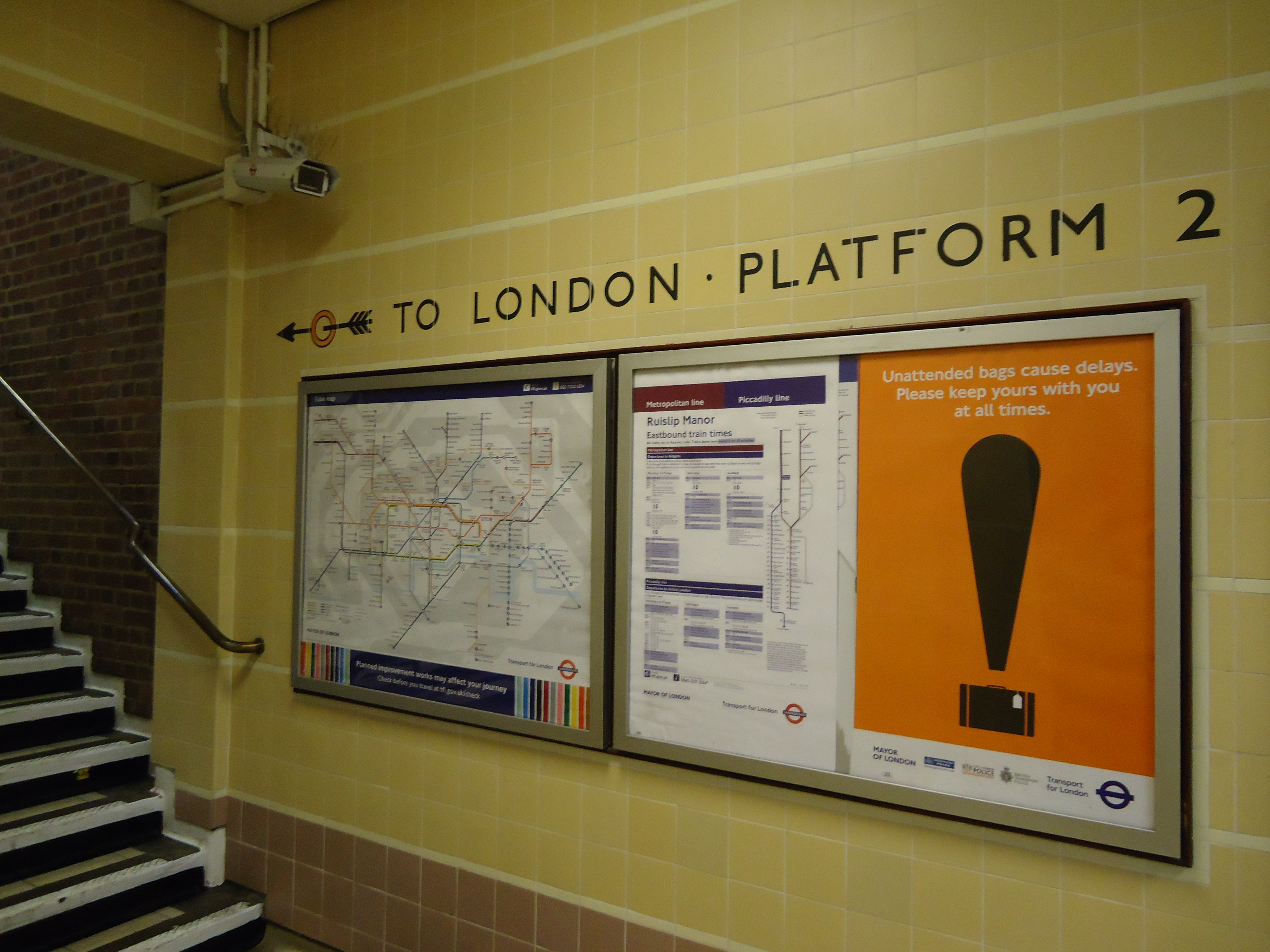
Opschriften en tegelwerk uit 1938 in de stationshal.
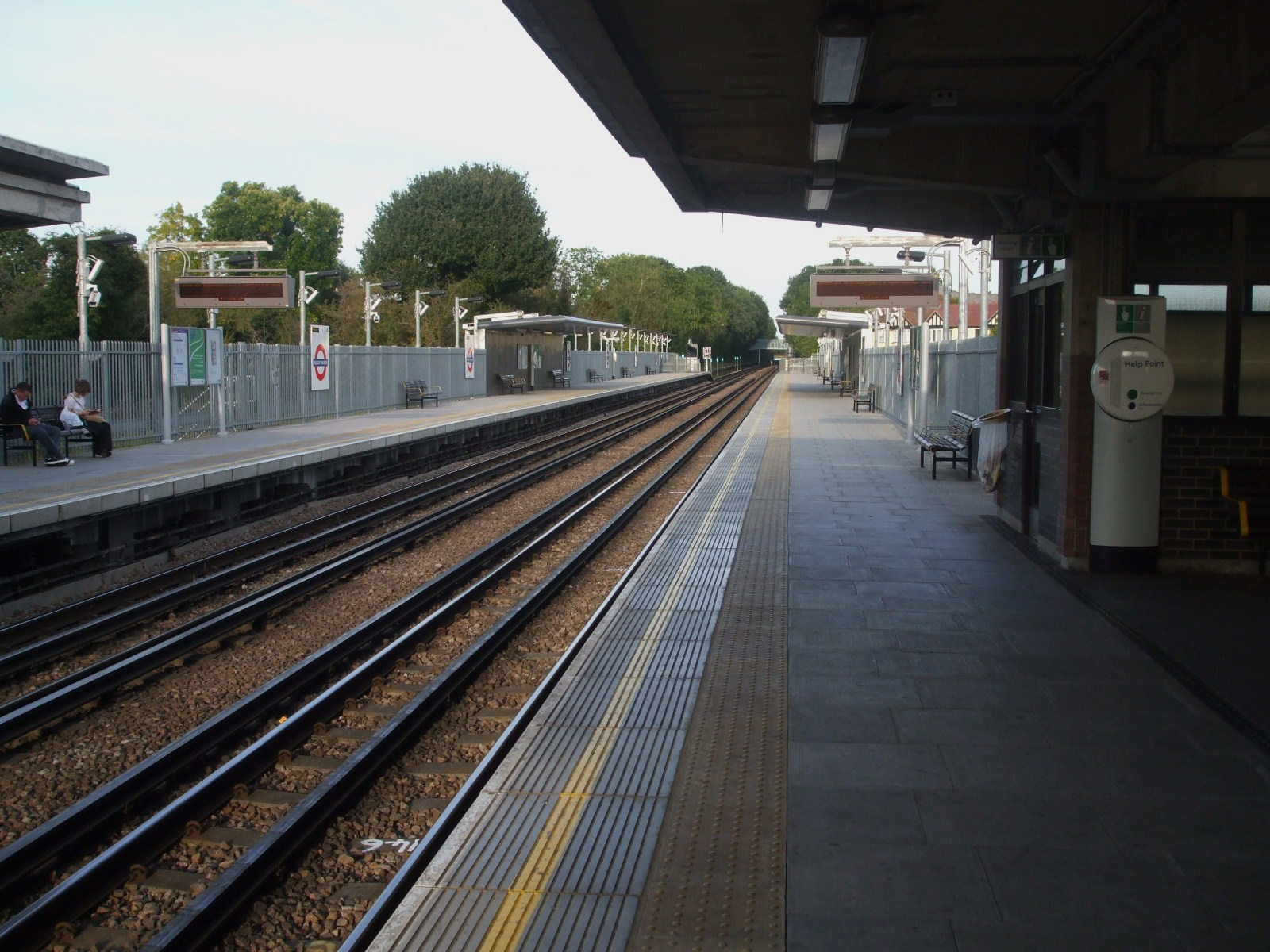
Sporen en perrons gezien richting binnenstad.

## Ligging en inrichting
Het station uit 1938 ligt vlak ten oosten van het viaduct waarmee de metro de Victoria Road kruist. De toegangen liggen aan weerszijden van het bakstenen bruggenhoofd. De stationshal ligt onder de sporen in het bruggenhoofd. Aan de spoorzijde van de ov-poortjes kunnen met vaste trappen aan de zijkant via een trappenhuis de respectievelijke perrons worden bereikt. Het dichtstbijzijnde station aan de Central Line is Ruislip Gardens.
Het station kreeg een grote onderhoudsbeurt gedurende 2005-2006. Beide perrons werden een voor een opgeknapt waardoor de metro's gedurende een periode van ongeveer vier maanden slechts stopten in een richting. Het werk werd in de herfst van 2006 voltooid. Leden van de plaatselijke Groene Partij stelden vast dat het onderhoud niet was aangegrepen om het station rolstoeltoegankelijk te maken. Het station kent bovengemiddeld hoge trappen naar de perrons aangezien die, met het oog op de doorrijhoogte van het viaduct, aanzienlijk hoger dan de straat liggen.

## Reizigersdienst

### Metropolitan Line
De Metropolitan Line is de enige lijn met sneldiensten die op de Uxbridgetak alleen rijden in de ochtendspits (06:30 tot 09:30) van maandag tot vrijdag. Deze semi-snelle metro's stoppen niet bij Northwick Park, Preston Road en Wembley Park.
De normale dienst tijdens daluren omvat:
- 8 ritten per uur naar Aldgate (alle stations)
- 8 ritten per uur naar Uxbridge

De dienst tijdens de ochtendspits omvat:
- 2 ritten per uur naar Aldgate (semi-snel)
- 4 ritten per uur naar Aldgate (alle stations)
- 4 ritten per uur naar Baker Street (alle stations)
- 10 ritten per uur naar Uxbridge

De dienst tijdens de avondspits omvat:
- 7 ritten per uur naar Aldgate (alle stations)
- 3 ritten per uur naar Baker Street (alle stations)
- 10 ritten per uur naar Uxbridge

### Piccadilly Line
Tussen Rayners Lane en Uxbridge rijden voor ongeveer 06.30 uur (maandag t/m vrijdag) en 08.45 uur (zaterdag en zondag) geen metro's op de Piccadilly Line, behalve één vertrek in de vroege ochtend vanuit Uxbridge om 05.18 uur (maandag t/m zaterdag) en 06.46 uur (zondag).
De normale dienst tijdens de daluren omvat:
- 3 ritten per uur naar Cockfosters
- 3 ritten per uur naar Uxbridge

Tijdens de spits geldt:
- 6 ritten per uur naar Cockfosters
- 6 ritten per uur naar Uxbridge